# Семахат Севім Арсель
Семахат Севім Арсель, до шлюбу Коч (нар. 1928) — турецька підприємиця, мільярдерка. Директорка Koç Holding, найбільшого промислового конгломерату в Туреччині. Їй належить 6,15 % сімейного бізнесу.

## Раннє життя
Народилася Семахат Севім Коч в Анкарі в 1928 році, старшою дитиною Вехбі Коча (1901—1996), засноаника холдингу.
Закінчила Американський коледж для дівчат у Стамбулі. 

## Кар'єра
Семахат Севім Арсель заснувала Школу медсестер університету Коч.  Станом на серпень 2021 року Forbes оцінив її статки в 1,9 мільярда доларів США. Вона є головою фонду Vehbi Koç.

## Особисте життя
Її чоловік Нусрет Арсель помер у січні 2014 року Дітей у них не було. Вона живе в Стамбулі.